# برنارد برايس
برنارد برايس (بالإنجليزية: Bernard Price)‏ هو مهندس جنوب أفريقي، ولد في 1877، وتوفي في 9 يوليو 1948.